# Storfotssparv
Storfotssparv (Pezopetes capitalis) är en fågel i familjen amerikanska sparvar inom ordningen tättingar.

## Utseende och läte
Storfotssparven är en stor och långstjärtad sparv med mycket kraftiga ben och fötter (därav namnet) men oproportionerligt tunn näbb. Fjäderdräkten är olivgrön med kontrasterande grått huvud och svart ansikte. Undersidan är ljusare och mer gulaktig. Dess ljudliga sång hörs i gryningen.

## Utbredning och systematik
Storfotssparven förekommer i regnskogar i Costa Rica och västra Panama. Fågeln placeras som enda art i släktet Pezopetes och behandlas som monotypisk, det vill säga att den inte delas in i några underarter.

### Familjetillhörighet
Tidigare fördes de amerikanska sparvarna till familjen fältsparvar (Emberizidae) som omfattar liknande arter i Eurasien och Afrika. Flera genetiska studier visar dock att de utgör en distinkt grupp som sannolikt står närmare skogssångare (Parulidae), trupialer (Icteridae) och flera artfattiga familjer endemiska för Karibien.

## Levnadssätt
Storfotssparven hittas i undervegetation i skog, i ungskog och i snåriga igenväxta betesmarker, på mellan 2150 och 3350 meters höjd. De stora fötterna använder den för att krafsa efter frön och insekter på marken, men kan också ta frukt. Fågeln påträffas ofta i par eller små familjegrupper. Den är generellt vanlig, men kan vara svår att få syn på i den täta växtligheten.

## Status
Arten har ett relativt litet utbredningsområde, men beståndet anses vara stabilt. IUCN kategoriserar arten som livskraftig. Världspopulationen uppskattas till mellan 20 000 och 50 000 vuxna individer.